# Biserica reformată din Sălățig
Biserica Reformată din Sălățig (de rit calvin) a fost construită în jurul anului 1753, refăcută în anul 1809. A avut și clopotniță din lemn. 